# Centrum im. Adama Smitha
Centrum im. Adama Smitha – polski think tank promujący idee wolnego rynku.
Fundacja Centrum im. Adama Smitha – Pierwszy Niezależny Instytut w Polsce została założona 16 września 1989 jako kontynuacja powstałej 3 grudnia 1988 Akcji Gospodarczej. Misją Centrum jest propagowanie zasad wolnego rynku opartego na fundamencie wolności i moralności, własności prywatnej, swobodzie umów, ograniczonej interwencji władz publicznych w gospodarkę oraz wolności słowa. Misję i zadania statutowe Centrum realizuje przez prowadzenie badań, edukację i tworzeniu ustawowych rozwiązań systemowych. Co roku od 1994 roku w Polsce Centrum wylicza Dzień Wolności Podatkowej oraz m.in. publikuje raport dotyczący kosztów wychowania dzieci.
Centrum skupia środowisko złożone z ekonomistów, prawników, politologów, socjologów, informatyków oraz przedstawicieli innych dziedzin.
W 2004 było zrzeszone w neoliberalnej europejskiej sieci think tanków Stockholm Network.

## Misja
Misją Centrum jest badanie gospodarki rynkowej i działanie na rzecz wolnego rynku zbudowanego na:
- fundamencie wolności i moralności;
- prywatnej własności;
- swobody umów w granicach prawa;
- ograniczonej ingerencji władz publicznych w gospodarkę;
- wolności słowa

oraz działanie na rzecz wolnego i odpowiedzialnego społeczeństwa.

## Władze
We władzach CAS zasiadają:
- prezydent: Andrzej Sadowski (2014–)
- przewodniczący rady: Robert Gwiazdowski (2014–)
- członkowie rady: Andrzej Kondratowicz, Tomasz Gruszecki, Maciej Zięba, Andrzej Blikle, Wojciech Roszkowski, Tadeusz Tyszka, Roman Kluska, Zbigniew Stawrowski, Jacek Koronacki

Poprzednimi prezydentami Centrum byli: Jan Winiecki (1989–1994), Cezary Józefiak (1994–1999), Tadeusz Tyszka (1999–2004), Robert Gwiazdowski (2004–2014).